# Cardioglossa cyaneospila
Cardioglossa cyaneospila és una espècie de granota que viu a Burundi, República Democràtica del Congo i Ruanda.